# 寺本町 (瀬戸市)
寺本町（てらもとちょう）は、愛知県瀬戸市古瀬戸連区の町名。丁番を持たない単独町名である。

## 地理
- 瀬戸市の中央部に位置する[8]。西を杉塚町・東郷町、北を藤四郎町、東を王子沢町、南を仲洞町と隣接している[8]。
- 住宅と小売商店が混在し、中央部に宝泉寺がある[8]。

### 河川
- 寺本川（瀬戸川支流） ： 町の南部を西流している。

- 寺本川（寺本町内）

### 学区
市立小・中学校に通う場合、学区は以下の通りとなる。また、公立高等学校普通科に通う場合の学区は以下の通りとなる。
| 番・番地等 | 小学校                 | 中学校                 | 高等学校 |
| ---------- | ---------------------- | ---------------------- | -------- |
| 全域       | 瀬戸市立にじの丘小学校 | 瀬戸市立にじの丘中学校 | 尾張学区 |

## 歴史

### 町名の由来
宝泉寺の付近の地であることによるといわれる。

### 沿革
- 1942年（昭和17年）1月9日 - 瀬戸市大字瀬戸字東郷の一部により、同市寺本町として成立[2]。

## 世帯数と人口
2025年（令和7年）2月1日現在の世帯数と人口は以下の通りである。
| 町丁   | 世帯数 | 人口 |
| ------ | ------ | ---- |
| 寺本町 | 51世帯 | 95人 |

### 人口の変遷
国勢調査による人口の推移
| 1995年（平成7年）  | 157人 | [ 12 ] |  |
| 2000年（平成12年） | 141人 | [ 13 ] |  |
| 2005年（平成17年） | 128人 | [ 14 ] |  |
| 2010年（平成22年） | 124人 | [ 15 ] |  |
| 2015年（平成27年） | 104人 | [ 16 ] |  |
| 2020年（令和2年）  | 102人 | [ 17 ] |  |

### 世帯数の変遷
国勢調査による世帯数の推移。
| 1995年（平成7年）  | 52世帯 | [ 12 ] |  |
| 2000年（平成12年） | 50世帯 | [ 13 ] |  |
| 2005年（平成17年） | 44世帯 | [ 14 ] |  |
| 2010年（平成22年） | 43世帯 | [ 15 ] |  |
| 2015年（平成27年） | 43世帯 | [ 16 ] |  |
| 2020年（令和2年）  | 44世帯 | [ 17 ] |  |

## 交通

### 鉄道
町内に鉄道は走っていない。最寄り駅は、名鉄瀬戸線尾張瀬戸駅になる。

### バス
名鉄バス「しなの線（瀬戸北線）」
- 【1】【1H】【2】【2H】【3】【4】新瀬戸駅 - 瀬戸駅前 - 古瀬戸 - しなのバスセンター - 上品野 系統

名鉄バス「本地ヶ原線」
- 【10】瀬戸駅前 - 古瀬戸 - 赤津 系統

以上の2路線7系統が走っているが、町内にバス停はない。最寄りのバス停は、陶祖公園バス停になる。

### 道路
国道248号・国道363号（重複区間） ： 町の北端部、藤四郎町との境界部を東西に走っている。

## 施設
- 宝泉寺[8] ： 曹洞宗の寺院で本尊は釈迦如来[8]。毎年11月8・12日に行われる薬師如来の縁日はお薬師さんと呼ばれ、参道に飴棒を売る店が並び参詣者で賑わう[8]。
- 天理教瀬戸分教会 ： 天理教愛知教区瀬戸支部に属する分教会[18]。

- 宝泉寺
- 天理教瀬戸分教会

## その他

### 日本郵便
- 郵便番号 : 489-0838[6]（集配局：瀬戸郵便局[19]）。